# Du har ett liv som är dig givet
Du har ett liv som är dig givet är en psalm med text skriven 1972 av Arne Widegård och musik skriven 1977 av Jan Lennart Höglund. Texten är hämtad ur Första Petrusbrevet 4:10.

## Publicerad i
- Herren Lever 1977 som nummer 911 under rubriken "Tillsammans i världen - Samhälle - arbetsliv".[2]
- Psalmer och Sånger 1987 som nummer 696 under rubriken "Tillsammans i världen".[1]